# Johan Erik Bolinder
Johan Erik Bolinder, född 4 november 1768 i Söderhamn, Gävleborgs län, död 24 mars 1808 i Stockholm, var en svensk konstnär.

## Biografi
Bolinder var en betydande utövare av det i slutet av 1700- och början av 1800-talet allmänt omtyckta miniatyrmåleriet. Hans porträtt utmärker sig av kraftig modellering, utmärkt teknik och stor naturtrohet. Han är representerad på Nationalmuseum och Göteborgs konstmuseum. Svenskt biografiskt handlexikon (1906) uppger "om denne konstnärs lefnadsöden känner man så godt som intet". 

## Verk i urval

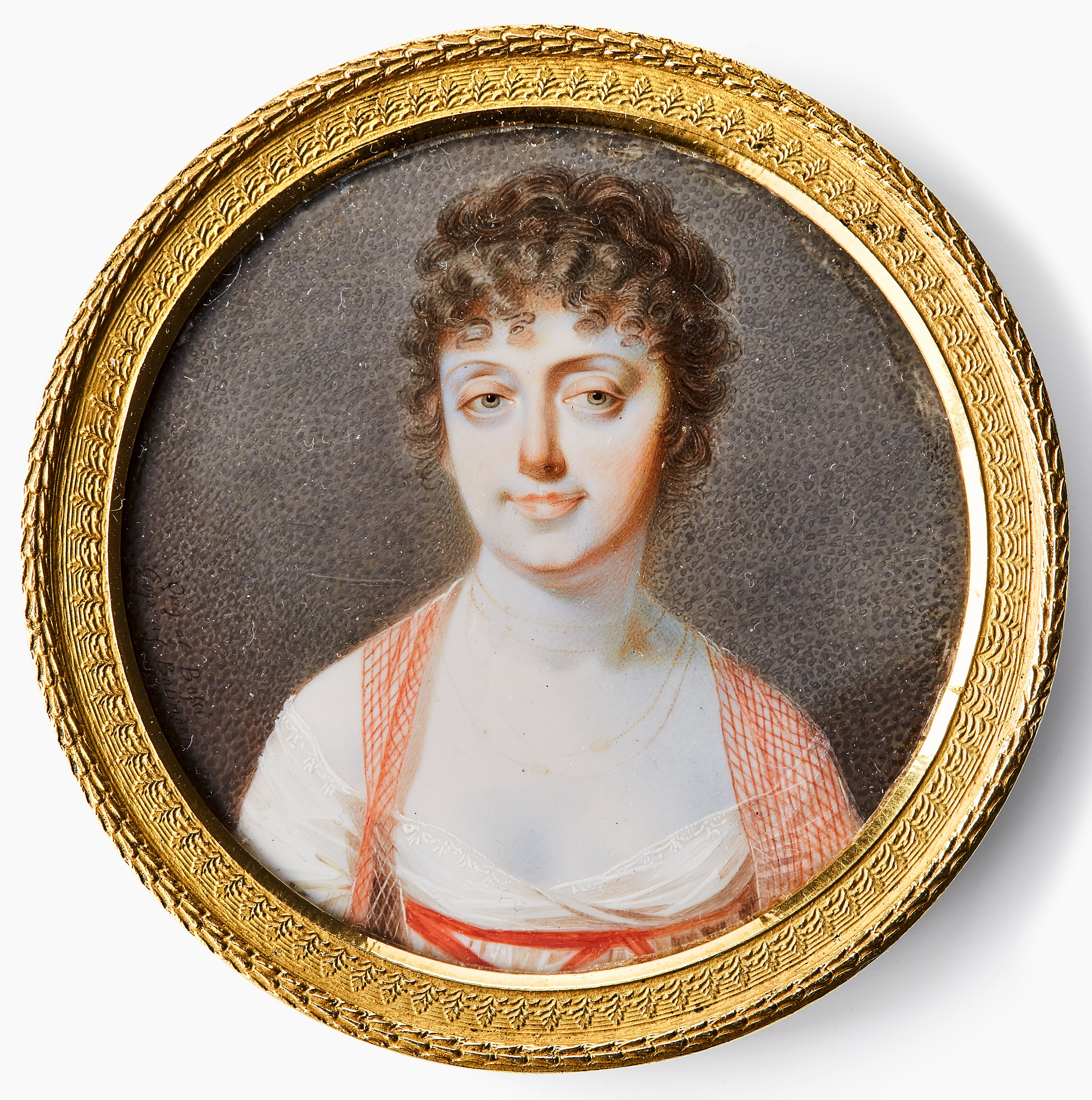
Fredrica Aurora de Geer af Finspong (1800).
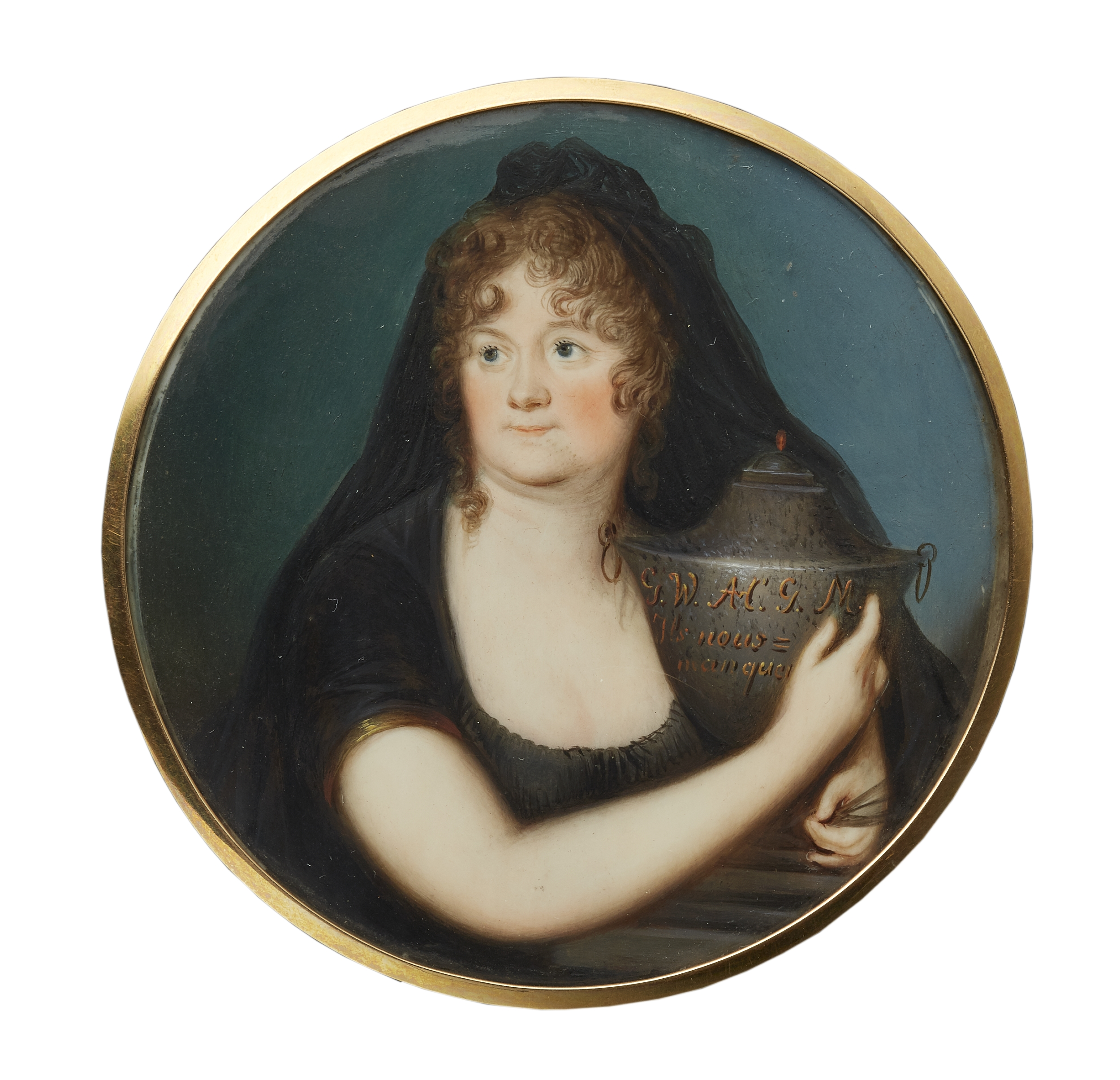
Ulla von Höpken (1802).
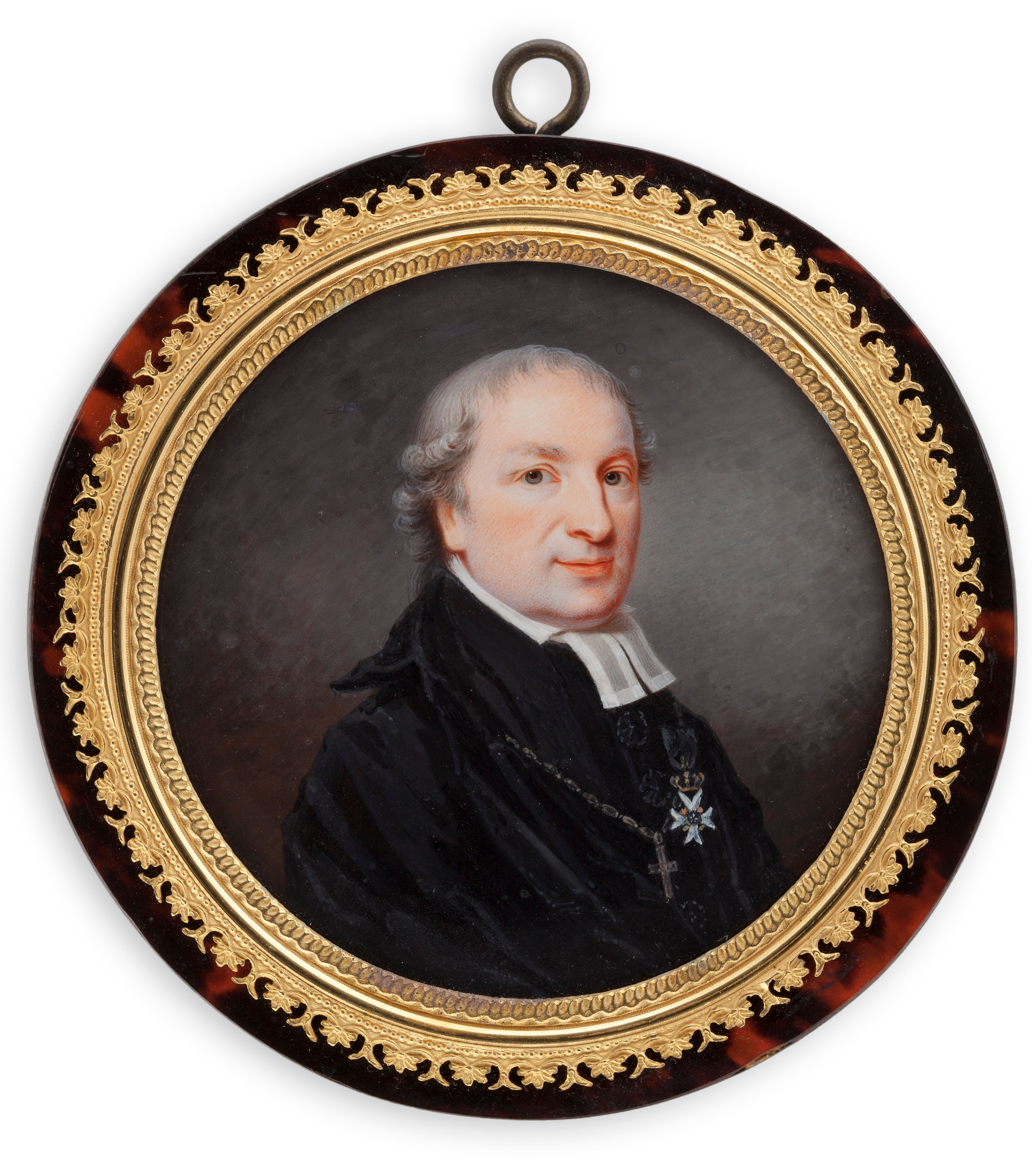
Biskop Olof Bjurbäck (1803).
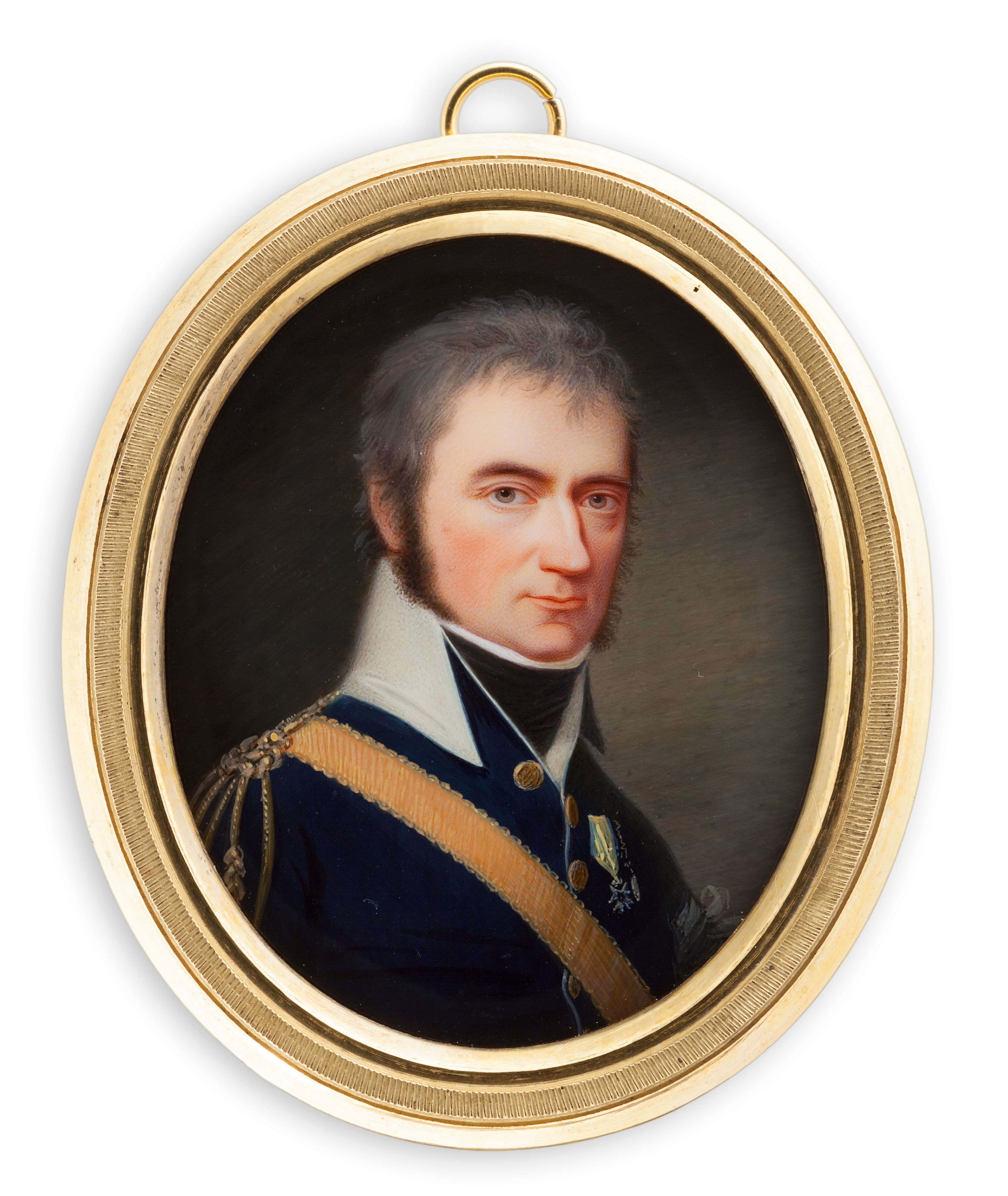
Johan David Silfverstolpe i uniform m/1806 (1806).